# Wysschaja Liga 1983/84
Die Saison 1983/84 der Wysschaja Liga war die 38. Spielzeit der höchsten sowjetischen Eishockeyspielklasse. Den sowjetischen Meistertitel sicherte sich zum insgesamt 27. Mal ZSKA Moskau, während Sibir Nowosibirsk in die zweite Liga abstieg.

## Modus
Die zwölf Mannschaften der Wysschaja Liga spielten zunächst in einer gemeinsamen Hauptrunde vier Mal gegen jeden Gegner, wodurch die Gesamtzahl der Spiele pro Mannschaft 44 betrug. Die punktbeste Mannschaft wurde Meister, während der Letztplatzierte direkt in die zweite Liga abstieg. Für einen Sieg erhielt jede Mannschaft zwei Punkte, bei einem Unentschieden gab es einen Punkt und bei einer Niederlage null Punkte.

## Hauptrunde
|     | Klub                  | Sp | S  | U | N  | T   | GT  | Punkte |
| --- | --------------------- | -- | -- | - | -- | --- | --- | ------ |
| 1.  | ZSKA Moskau           | 44 | 43 | 0 | 1  | 286 | 80  | 86     |
| 2.  | Spartak Moskau        | 44 | 26 | 6 | 12 | 214 | 150 | 58     |
| 3.  | Chimik Woskressensk   | 44 | 26 | 5 | 13 | 176 | 159 | 57     |
| 4.  | Dynamo Moskau         | 44 | 24 | 8 | 12 | 172 | 109 | 56     |
| 5.  | Sokil Kiew            | 44 | 20 | 6 | 18 | 156 | 142 | 46     |
| 6.  | Torpedo Gorki         | 44 | 18 | 7 | 19 | 139 | 145 | 43     |
| 7.  | Krylja Sowetow Moskau | 44 | 19 | 5 | 20 | 142 | 141 | 43     |
| 8.  | Dinamo Riga           | 44 | 17 | 8 | 19 | 146 | 172 | 42     |
| 9.  | Traktor Tscheljabinsk | 44 | 15 | 7 | 22 | 103 | 131 | 37     |
| 10. | SKA Leningrad         | 44 | 14 | 4 | 26 | 133 | 158 | 32     |
| 11. | Ischstal Ischewsk     | 44 | 7  | 4 | 33 | 100 | 216 | 18     |
| 12. | Sibir Nowosibirsk     | 44 | 5  | 0 | 39 | 107 | 261 | 10     |

Sp = Spiele, S = Siege, U = unentschieden, N = Niederlagen, OTS = Overtime-Siege, OTN = Overtime-Niederlage, SOS = Penalty-Siege, SON = Penalty-Niederlage

## Topscorer
Abkürzungen: T = Tore, V = Assists, Pkt = Punkte; Fett: Saisonbestwert
| Spieler                | Team                | Tore | Assists | Punkte |
| ---------------------- | ------------------- | ---- | ------- | ------ |
| Sergei Makarow         | ZSKA Moskau         | 36   | 37      | 73     |
| Wladimir Krutow        | ZSKA Moskau         | 37   | 20      | 57     |
| Nikolai Drosdezki      | ZSKA Moskau         | 31   | 20      | 51     |
| Wjatscheslaw Fetissow  | ZSKA Moskau         | 19   | 30      | 49     |
| Alexander Koschewnikow | Spartak Moskau      | 33   | 14      | 47     |
| Wiktor Schalimow       | Spartak Moskau      | 24   | 21      | 45     |
| Waleri Bragin          | Chimik Woskressensk | 19   | 26      | 45     |
| Sergei Kapustin        | Spartak Moskau      | 22   | 21      | 43     |
| Sergei Schepelew       | Spartak Moskau      | 21   | 21      | 42     |
| Igor Larionow          | ZSKA Moskau         | 15   | 26      | 41     |

## Sowjetischer Meister
| Meister ZSKA Moskau | Torhüter: Wladislaw Tretjak, Alexander Tyschnych Verteidiger: Sergei Babinow, Wjatscheslaw Fetissow, Irek Gimajew, Sergei Gimajew, Alexei Kassatonow, Igor Martynow, Wladimir Subkow, Sergei Starikow, Igor Stelnow Angreifer: Wjatscheslaw Bykow, Andrei Chomutow, Nikolai Drosdezki, Alexander Gerassimow, Wladimir Krutow, Igor Larionow, Alexander Lobanow, Sergei Makarow, Sergei Nemtschinow Wiktor Schluktow, Alexander Sybin, Michail Wassiljew, Igor Wjasmikin Trainer: Wiktor Tichonow |